# Astragalus edinburghensis
Astragalus edinburghensis är en ärtväxtart som beskrevs av Jiří Ponert. Astragalus edinburghensis ingår i släktet vedlar, och familjen ärtväxter. Inga underarter finns listade i Catalogue of Life.